# Невесцин
Невесцин (пол. Niewieścin) — село в Польщі, у гміні Прущ Свецького повіту Куявсько-Поморського воєводства.
Населення — 495 осіб (2011).
У 1975-1998 роках село належало до Бидгощського воєводства.

## Демографія
Демографічна структура станом на 31 березня 2011 року:
|          | Загалом | Допрацездатний вік | Працездатний вік | Постпрацездатний вік |
| -------- | ------- | ------------------ | ---------------- | -------------------- |
| Чоловіки | 248     | 54                 | 169              | 25                   |
| Жінки    | 247     | 56                 | 141              | 50                   |
| Разом    | 495     | 110                | 310              | 75                   |